# Australopithecus afarensis
Australopithecus afarensis је изумрла врста хоминида, која је живела пре 3,7–2,9 милиона година. Назив врсте потиче од области Афар у Етиопији, где је пронађено богато налазиште фосила. Најпознатији фосил је „Луси”, чије је остатке 1974. године ископао палеоантрополог Доналд Џохансон.

## Опис
поседује прогнатно лице, са ниским челом, коштаним гребеном изнад очију и равним носом, а без браде. Кранијални капацитет варира од 380 cm³ до 430 cm³. У поређењу са зубима савремених и изумрлих великих човеколиких мајмуна, Australopithecus afarensis поседује редуковане очњаке и кутњаке. Ипак, и овако редуковани зуби су значајно већи од зуба савременог човека. Висина јединки је варирала између 107 cm и 152 cm, при чему је полни диморфизам био изражен (женке су биле знатно ситније од мужјака).
Грађа карлице и костију ногу личи на грађу савременог човека, што указује на двоножно кретање. Поједини истраживачи сматрају да се врста Australopithecus afarensis кретала искључиво двоножно, док други сматрају да је била способна и за кретање по дрвећу (верање). Грађа шаке, стопала и рамених зглобова указује на могућност верања. Отисци стопала у Лаетолију, за које се сматра да припадају овој врсти, указују на брзину двоножног кретања од барем 1 m/s.

## Значајни налази
- типска јединка, LH 4 – остаци доње вилице одрасле јединке, пронађени у Лаетолију у Танзанији
- 129-1, први остаци колена пронађени у области Афар
- 200-1, остаци горње вилице, зуба и непца пронађени у области Афар
- 288-1 (Луси), око 40% скелета женске јединке
- 333 („Прва породица”), 13 скелета одраслих јединки пронађених у области Афар
- (Селам), већи део скелета јувенилне женке пронађен у Дикики у Етиопији

## Филогенетски односи
припада групи грацилних аустралопитекуса, и вероватно је потомак врсте Australopithecus anamensis. Велика је сличност грађе лобања робустних аустралопитекуса са грађом лобање A. afarensis, као и сличност у зубима и укупној грађи тела. Ова сличност указује на то да су робустни аустралопитекуси потомачка линија афаренсиса. Раније тврдње да A. afarensis лежи у основи линије која води ка A. africanus и савременом човеку одбачене су и детаљнијим истраживањима рода Ardipithecus.